# Anton Samokhvalov
Anton Samokhvalov (né le 18 novembre 1986 à Novossibirsk) est un coureur cycliste russe. Son frère jumeau Dmitry est également coureur cycliste.

## Palmarès
- 2009
  - Grand Prix Gilbert Bousquet
  - 2e du Grand Prix d'ouverture Pierre Pinel
  - 2e du Trophée national de Pujols
  - 3e du Tour de Kuban
  - 3e du Friendship People North-Caucasus Stage Race
- 2010
  - Classement général du Trophée de l'Essor
  - Grand Prix d'ouverture Pierre Pinel
  - 2e du Circuit de l'Adour
  - 2e du Tour du Haut-Berry
  - 2e du Tour de Gironde
  - 2e du Grand Prix des vins de Panzoult
  - 3e de l'Essor basque
- 2012
  - 2e du championnat de Russie de la montagne
- 2013
  -  Champion de Russie de la montagne
  - Classement général de l'Udmurt Republic Stage Race
  - 2e étape de la Samara Stage Race (contre-la-montre par équipes)
  - 2e du Friendship People North-Caucasus Stage Race
- 2014
  - Classement général du Mémorial Viktor Kapitonov
  - 6e étape du Friendship People North-Caucasus Stage Race
  - 3e du championnat de Russie de la montagne
- 2015
  -  Champion de Russie du contre-la-montre en duo (avec Dimitry Samokhvalov)
  -  Champion de Russie sur route par équipes (avec Dimitry Samokhvalov, Kirill Yegorov et Maxim Pokidov)
  - 1re étape du Grand Prix de Sotchi (contre-la-montre par équipes)
  - 1re étape du Grand Prix d'Adyguée (contre-la-montre par équipes)
  - Friendship People North-Caucasus Stage Race :
    - Classement général
    - 1re étape

  - 2e du Tour de Kuban
- 2016
  - Classement général de l'Udmurt Republic Stage Race
  - 2e du championnat de Russie du contre-la-montre en duo (avec Dmitry Samokhvalov)

## Classements mondiaux
| Année           | 2007  | 2008 | 2009 | 2010 | 2011 | 2012 | 2013 | 2014 | 2015 | 2016 | 2017 |
| --------------- | ----- | ---- | ---- | ---- | ---- | ---- | ---- | ---- | ---- | ---- | ---- |
| UCI Africa Tour |       |      |      |      |      |      | 85e  |      |      |      |      |
| UCI Europe Tour | 1272e | 478e | 604e | 384e |      | 490e | 680e | 472e | 165e |      |      |
| UCI Asia Tour   |       |      |      |      |      |      |      |      |      |      | 541e |